# Mallochia frontalis
Mallochia frontalis är en stekelart som beskrevs av Henry Keith Townes, Jr. 1962. Mallochia frontalis ingår i släktet Mallochia och familjen brokparasitsteklar. Inga underarter finns listade i Catalogue of Life.